# یوسیبایو دایاز
یوسیبایو دایاز (انگلیسی: Eusebio Díaz؛ ۱۹۰۱ – ۱۹۵۹) یک بازیکن فوتبال اهل پاراگوئه بود. 
وی همچنین در تیم ملی فوتبال پاراگوئه بازی کرده‌است.